# Квартет імені Сметани
Квартет імені Сметани (чеськ. Smetanovo kvarteto) — чеський струнний квартет, що концертував у 1945–1989 роках, названий на честь чеського композитора Бедржиха Сметани, його квартетом «У моєму житті» відкрилася 6 листопада 1945 року у залі Празької муніципальної бібліотеки концертна діяльність квартету.
1949 року Квартет імені Сметани відправився на перші гастролі (у Польщу), 1950 року здійснив перший запис квартету Б. Сметани. Протягом 1950-1960-х рр. популярність квартету постійно зростала, і в 1967 всі чотири учасники остаточного (сформованого 1956) складу квартету стали професорами празької Музичної академії. У цей перший період своєї творчої біографії музиканти Квартету імені Сметани працювали з досить вузьким репертуаром, що дозволяло їм грати без нот, а це, у свою чергу, надавало концертам квартету особливий дух камерності й інтимності. З початку 1970-х рр. репертуар довелося розширювати, а пюпітри з нотами повертати, і тодішня критика розцінила це як певну втрату, втім зросла експресивність виконання.
У творчості Квартету імені Сметани помітне місце грала чеська музика (Б. Сметана, А. Дворжак, Л. Яначек, Б. Мартіну і сучасних чеських авторів), а також твори В. А. Моцарта, Л. Бетховена, С. Прокоф'єва, Д. Шостаковича.